# La Jérusalem délivrée (film, 1911)
Pour les articles homonymes, voir La Jérusalem délivrée (homonymie).
Pour plus de détails, voir Fiche technique et Distribution.
La Jérusalem délivrée (titre original : (La) Gerusalemme liberata) est un film italien réalisé en 1911 par Enrico Guazzoni.
Ce film muet en noir et blanc s'inspire de La Jérusalem délivrée du Tasse. Premier long métrage de la maison cinématographique italienne Cines, le film a nécessité cinq mois de tournage — dans les studios de la Cines sur la Via Appia Nuova, à Rome — et 800 figurants.

## Fiche technique
- Titre original : (La) Gerusalemme liberata
- Pays d'origine :  Royaume d'Italie
- Année : 1911
- Réalisation : Enrico Guazzoni
- Scénario : Enrico Guazzoni
- Histoire : Le Tasse, d'après son œuvre La Jérusalem délivrée
- Photographie : Alfredo Lenci (it)
- Société de production et de distribution : Società Italiana Cines
- Langue : italien
- Genre : Drame historique
- Format : Muet - Noir et blanc - 1,33:1 - 35 mm
- Métrage : 1 000 m (4 bobines)
- Durée : 70 minutes
- Date de sortie :
  -  Espagne : avril 1911
  -  France : mai 1911
  -  Royaume-Uni : mai 1911
  -  Royaume d'Italie : mai 1911
  -  Autriche-Hongrie : juin 1911
  -  Empire allemand : 10 juin 1911
  -  États-Unis : juillet 1911
  -  Pays-Bas : 29 juillet 1911
- Autres titres connus :
  -  États-Unis : The Crusader(s)
  -  États-Unis : Jerusalem Delivered
  -  Espagne : Jerusalem libertada
  -  Empire allemand : Das befreite Jerusalem
  -  Pays-Bas : De verlossing van Jeruzalem
  -  Autriche-Hongrie : A keresztes háboru
  -  Pologne : Jerozolima wyzwolona

## Distribution
- Amleto Novelli : Tancredi d'Altavilla (Tancrède de Hauteville)
- Carlo Cattaneo : Goffredo di Buglione (Godefroy de Bouillon)
- Emilio Ghione : Rinaldo d'Este (Renaud d'Este)
- Gianna Terribili-Gonzales : Clorinda la Saracena (Clorinde la Sarrasine)
- Fernanda Negri Pouget : Armida (Armide)
- Cesare Moltini : Aladino, emiro di Gerusalemme (Aladin, émir de Jérusalem)
- Alfredo Bracci